# Mártires de Turón
Mártires de Turón o Santos Mártires de Turón es la denominación que da la Iglesia católica a ocho Hermanos de las Escuelas Cristianas (Hermanos de La Salle) y un sacerdote pasionista asesinados en 1934 en la parroquia asturiana de Turón (Mieres), durante la Revolución de Asturias. Considerados mártires por la Iglesia católica, fueron canonizados en 1999. De los ocho Hermanos de La Salle, siete eran españoles y uno argentino, convirtiéndose en el primer santo de esta nación.
Dirigían el colegio Nuestra Señora de Covadonga, que había sido fundado y era sostenido por la empresa Altos Hornos de Vizcaya, que era la propietaria de las minas, única fuente de trabajo de la localidad. También fueron asesinados varios directivos e ingenieros de la empresa. El padre pasionista Inocencio de la Inmaculada se encargaba de la asistencia sacramental de la comunidad.

## Religiosos
- San Cirilo Beltrán, nacido José Sanz Tejedor.
- San Marciano José, nacido Filomeno López López.
- San Julián Alfredo, nacido Vilfrido Fernández Zapico.
- San Victoriano Pío, nacido Claudio Bernabé Cano.
- San Benjamín Julián, nacido Vicente Alonso Andrés.
- San Augusto Andrés, nacido Ramón Martín Fernández.
- San Benito de Jesús, nacido Héctor Valdivielso Sáez.
- San Aniceto Adolfo, nacido Manuel Seco Gutiérrez.
- San Inocencio de la Inmaculada Concepción, sacerdote Pasionista nacido como  Manuel Canoura Arnau.

## Circunstancias

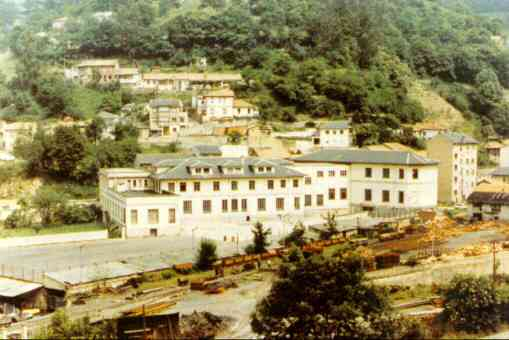
Vista panorámica del Antiguo Colegio La Salle de Covadonga Turón España..

Los hechos se produjeron durante la Revolución de Asturias. En el valle minero de Turón, en el corazón de Asturias, los dirigentes locales estaban convencidos de que se lograría una rápida victoria en la zona. Se pensaba tomar primero la capital de la provincia, Oviedo y luego poner a funcionar el socialismo. Los sacerdotes y religiosos fueron considerados enemigos y se dio orden de detenerlos. Muchos pudieron evadirse o esconderse, en bastantes ocasiones gracias a la intervención de los dirigentes del comité revolucionario. Otros fueron encerrados en cárceles improvisadas y sometidos a múltiples atropellos.
A pesar de las advertencias dadas, en varios lugares se los fusiló sin piedad. Y en ocasiones ello se hizo después de una parodia de juicio popular, donde los comités revolucionarios se erigieron en tribunales y los jueces fueron los mismos verdugos. Fueron 34 los sacerdotes y religiosos asesinados. Los de Turón fueron los primeros religiosos asesinados durante la Revolución de 1934 que fueron canonizados.
El 5 de octubre un grupo de revolucionarios arrestó a los ocho hermanos que trabajaban en la escuela de Turón y al sacerdote pasionista que estaba con ellos. Los nueve religiosos fueron concentrados en la Casa del Pueblo a la espera de la decisión que había de tomar el comité revolucionario. Al atardecer del 8 de octubre de 1934, bajo las órdenes de Silverio Castañón y Fermín García "el Casín", se abrió una zanja en el cementerio destinada a recoger los cadáveres de los hermanos, que fueron asesinados por un piquete que, a falta de voluntarios en Turón, había reclutado Silverio en las localidades de Mieres y Santullano. El relato que hizo el historiador norteamericano Gabriel Jackson de los asesinatos de los religiosos de Turón es un poco diferente. Efectivamente fueron detenidos el día 5 de octubre "sin que recibieran malos tratos" y, según Jackson, los guardianes, "que los habían separado del resto de los prisioneros", les pidieron que se unieran a los revolucionarios, a lo que los frailes contestaron que ellos no podían ir al frente, excepto en el cumplimiento de sus deberes religiosos. "El día 8, un grupo de soldados que no pertenecían a su guardia entraron y les obligaron a marchar con el pretexto de que los llevaban al frente. Los condujeron al cementerio y allí los fusilaron".
Tras conocerse los asesinatos de Turón (entre cuyas víctimas también había varios directivos de las minas), el director de Altos Hornos de Vizcaya, propietaria de las minas y de la escuela de los Hermanos de La Salle afirmó lo siguiente:

He creído contribuir personalmente a atajar el mal utilizando cuantos medios tenía a mi alcance y no me faltó la ayuda del capital y, sin embargo, ¡qué poco éxito se ha alcanzado! Precisamente en Asturias hemos derrochado dinero a manos llenas, ya para enseñanza, ya para propaganda, ya haciendo concesiones económicas para contribuir al bienestar familiar de obreros y empleados, etc., ¡qué desconsuelo ver el pago que se nos dio en octubre!

El canónigo y deán de la Catedral de Oviedo Maximiliano Arboleya también se refirió en una carta enviada a un amigo residente en el extranjero a los asesinatos de Turón:

Leería usted horrores hablando de la ferocidad salvaje de nuestros mineros. Sin duda se han mostrado así, por lo menos muchos de ellos. Pero medite usted este dato: en la escondida cuenca de Turón, donde asesinaron ingenieros y religiosos, estuve yo hace cosa de año y medio, llamado por los mineros, para darles una conferencia. Me pusieron el auto a la puerta de mi casa, me fui solo con el chófer al oscurecer, di la conferencia a un público numeroso, me obsequió la directiva, formada por "dignos comunistas" y, a las nueve y pico de la noche, me volví tranquilamente a Oviedo. (...) Pues en todas esas conferencias y en tantas otras, yo siempre expuse la posición de la Iglesia ante alguno de los grandes problemas actuales. Sin duda, yo no combatía a nadie: ni a los socialistas ni a los comunistas: expongo la doctrina católica y ¡no sabe usted lo que les agrada y cómo aplauden! ¿Dice esto algo? Yo creo que mucho

## Canonización
Fueron beatificados por el Papa Juan Pablo II el 29 de abril de 1990 y canonizados el 21 de noviembre de 1999. Su festividad se celebra el día 9 de octubre.